# Фурина
Фурина (Фуррина), также Фурия (от furire, «неистовствовать») соответствует греческой Мегере. Богиня мести и, по некоторым источникам, богиня воров. Также ей была посвящена роща по ту сторону реки Тибр, где Гай Гракх лишился жизни. Она имела своего фламина (жреца), и в честь неё праздновались Фуриналии 25 июля.